# Roger Gould
Roger George Gould (Brisbane, 4 aprile 1957) è un ex rugbista a 15, allenatore di rugby a 15 e imprenditore australiano, estremo di Queensland e Wallabies negli anni ottanta.

## Biografia
Cresciuto rugbisticamente nel Western Bulldogs di Brisbane, club in cui entrò a 7 anni e nella cui prima squadra debuttò appena terminate le scuole superiori, Gould vinse nel 1977 la Premiership del Queensland e l'anno successivo rappresentò il suo Stato per la prima volta.
Nel 1980 debuttò in Nazionale australiana a Sydney contro la Nuova Zelanda e, nel 1981, lasciò il suo Paese per un'esperienza in Argentina al San Isidro Club.
Un anno più tardi fu in Italia al Petrarca, con cui vinse il campionato 1983-84.
Ancora nel 1984 fu tra i protagonisti del tour in cui gli Wallabies si aggiudicarono il Grande Slam nelle Isole Britanniche; nell'incontro con il Galles a Cardiff iscrisse il suo nome nel tabellino con 12 punti.
Fu presente alla Coppa del Mondo di rugby 1987, manifestazione in cui disputò un solo incontro, il suo ultimo internazionale, nella fase a gironi contro l'Inghilterra; nel 1990 si ritirò definitivamente.
Dopo il ritiro fu attivo nel campo del catering ma continuò anche l'attività nel rugby come allenatore: in preparazione alla Coppa del Mondo di rugby 1999 fu ingaggiato dalla Federazione statunitense come consulente tecnico e allenatore dei tre quarti della Nazionale.
Nel 2001 gli fu offerto l'incarico di allenatore dei tre quarti dei Reds, la franchise professionistica del Queensland in Super Rugby, che portò avanti insieme a quello di osservatore per conto della Federazione australiana, fino a che nel 2004 gli fu assegnato lo stesso incarico tecnico per gli Wallabies; tuttavia, dopo solo un mese da assistente allenatore, si dimise per motivi familiari.
Gestisce la sua azienda di distribuzione alberghiera e catering, Gould & Kennedy, e fa parte dello staff del ramo neozelandese dell'Accademia Internazionale del Rugby.

## Palmarès
- Queensland Premier Rugby: 2
Wests: 1977, 1985
- Campionati italiani: 1
Petrarca: 1983-84